# 徳島胤順
徳島 胤順（とくしま たねより、？－？）は戦国時代の肥前国の武将。土佐守。妻は龍造寺家門の娘。
徳島氏は九州千葉氏の支流とされる。父の時代からすでに龍造寺氏に仕えており、天文15年（1546年）には龍造寺家兼の馬場頼周征討にも参加している。その後の天文22年（1553年）には龍造寺隆信の筑後からの帰還征討戦にも参加している。天正7年（1579年）に、龍造寺政家より桐日光紋を許されるなど、龍造寺家中でもある程度の地位を占めていたと思われる。